# Tallone
 Tallone  là một xã ở tỉnh Haute-Corse trên đảo Corse, Pháp. Xã này có diện tích 68,17 km², dân số năm 1999 là 302 người. Khu vực này có độ cao trung bình 465 mét trên mực nước biển.